# 人氣春晚
《人氣春晚》（英語：Chinese New Year Gala）是香港亞洲電視有限公司製作的賀年節目，由2011年起逢大除夕晚上於本港台及亞洲台（2011年除外）播出。

## 2011《人氣春晚·唱紅亞洲》
亞洲電視與深圳衛視合作，製作賀歲晚會《人氣春晚·唱紅亞洲》，2月2日年三十晚上8:00於本港台播出。《人氣春晚·唱紅亞洲》節目長達五小時，跨年播放。

### 節目內容
兩岸三地藝術家、表演者、歌手、亞視藝員組成表演團落力演出，陪伴觀眾過渡新春。《人氣春晚·唱紅亞洲》向全中國展示香港創意，表揚香港在電影、音樂、傳統藝術及設計方面的成就。晚會除了有綜藝表演外，同時包含關懷社會公益的元素，與華人預祝新歲，喜迎福兔。

### 節目環節
- 喜「戲」洋洋創生機
- 鮑你大四喜
- 吉祥賀年劇
- 和諧共融眾樂樂
- 世界大同 唱好新年
- 設計創新添生氣
- 時尚新喜氣
- 新春動漫展活力
- 星光兔艷賀新歲
- 華南新意富滿堂
- 舞獅獻瑞
- 歡樂大團圓
- 新春愛心遊
- 新春顯愛心

### 節目主持
香港：陳啟泰、朱慧珊、鮑起靜、林韋辰、黎燕珊、袁文傑、姚佳雯

深圳衛視：田欣偉、鄧璐

嘉賓主持：溫超

## 《ATV 2012 人氣春晚·唱紅亞洲》
亞洲電視迎接龍年，製作春節聯歡晚會《ATV 2012 人氣春晚·唱紅亞洲》，1月22日年廿九晚上8:00於本港台及亞洲台播出，一連五個小時跨年播放。

### 節目內容
星光家族成員分為男女兩組，『星光歌舞鬥』，大鬥熱歌勁舞。一班歌手與樂隊組合及不同團體表演助慶，演出趣劇，總動員拜年。

### 節目環節
- 星Sing唱喜
- 龍騰鳳舞
  - 龍精虎猛少林拳
  - 春晚『童』你講故事
  - 千歲山歌齊獻唱
  - 拉丁熱舞渡新歲
  - 童唱粵曲福臨門
  - 美聲弦樂頌新春
- 亞洲樂團圓
  - 古惑利是齊齊Fun
  - 政界猛人洗邋遢
  - 團年歡聚有飯開
  - 感動香港慶團圓

### 節目主持
大會司儀：鮑起靜、黎燕珊、陳啟泰、林韋辰、顏子菲、張啟樂

副司儀：鄭啟泰、戚黛黛

### 表演嘉賓
亢帥克、古卓文、蔡梓銘、黃文韜、李志豪、陳蕾、譚杏藍、彭遠揚、于天龍、李建龍、陳美恩、胡柏林、陳啟榮、李麗珊、李俊華、丁茀、王力恆、林巧燕、馬星、劉晴欣、羅鍾鈺、蘇詠熹、劉兆豐、李創偉、梁景煌、曾樂兒、李嘉惠、鄭漢興、陳駿傑、丁瀚良、何希雯、池浩蔚、張樂兒、麥卓杰、林一峰、陳柏宇、林奕匡、關楚耀、Master Mic、尹子維、SOLER、Lacee Lacey、Bro 5、EVER、DSC、劉錫賢、陳綺雯、吳嘉星、秦啟維、戚黛黛、伍偉樂、蔡國威、蒲進、姜皓文

## 《ATV 2013 人氣春晚 唱紅亞洲》
亞洲電視送龍迎蛇，製作具有香港本土特色及集體回憶的春節聯歡晚會《ATV 2013 人氣春晚 唱紅亞洲》，2月9日年廿九晚上8:00於本港台及亞洲台播出。節目長達四個半小時，跨年播放，共渡新歲。

### 節目內容
亞洲電視春晚將以「人民春晚」為主題，氣氛及場景重現一個平民夜總會，充滿60年代至2013年特色的生活面貌。節目由亞洲達人坊的藝人演出，各界人士盡顯演藝才華。節目並以公開海選形式，選拔演藝人才，爭取最高榮譽；還有當時得令及懷舊歌手演出。亞視全台總動員和大家拜年、玩遊戲。

### 節目主持
陳啟泰、朱慧珊、林韋辰、張家瑩、蔡梓銘、顏子菲、劉錫賢、姜皓文

## 《ATV 2014 人氣春晚 和諧共融》
亞洲電視製作春節聯歡晚會《ATV 2014 人氣春晚 和諧共融》，1月30日年三十晚7:30 於本港台及亞洲台同步播出。節目長達四個半小時，跨年播放。

### 節目內容
2014《人氣春晚》以時光穿梭，創造一個穿越不同時空、滙集古今中外著名人物的春晚。當晚全台總動員，展現演藝才華，更以公開海選形式，藉超卓的演出，選拔演藝人才及表演團體。

### 節目環節
- 八面鼓陣除舊歲
- 群星駕到接新年
- 福將唱紅春晚夜
- 世界紀錄大挑戰
- 駿馬狂舞奔騰
- 我要上 ATV 春晚

### 節目主持
朱慧珊、劉錫賢、秦啟維、郭洋子、魏秋樺、陳喜蓮、張煒、煒烈、李浩群、蔡國威、伍偉樂、馮家俊、甄思羽、黃文韜

### 表演嘉賓
嘉賓：羅銘偉、張立基、歐耀國、李達成、寶珮如、陳靖允、尹麗玉、關偉倫、張崇基、張崇德、袁鳳瑛、黃宇希、李俊華、Heartgrey
亞洲小姐：房星彤、蘭娜•董素娃、陳夢圓、陳儷丹
藝員：張家瑩、陳彥蓉、顏子菲、齊真晨、筱　靖、鄭伊娜、鍾昊、林睿、黃集鋒、涂諾、李大衛、張詩勇、楊志仁、劉梓豪、亢帥克、彭遠揚、蔡梓銘、劉子葱、古卓文、陳　蕾、譚杏藍、李建龍、楊正軍、舒　宇、齊蕙盈、馬　星、李滶偉、劉兆豐、丁瀚良、劉晴欣、池皓蔚、何希雯、張樂兒、林巧燕、陳駿傑

## 《ATV 2015 人氣春晚 明天會更好》
亞洲電視製作春節聯歡晚會《ATV 2015 人氣春晚 明天會更好》，2月18日年三十晚9:00 於本港台及亞洲台同步播出。節目長達三小時，跨年播放。

### 節目內容
《ATV 2015 人氣春晚 明天會更好》一眾藝人及藝術團體與全港觀眾一起送馬迎羊。表演種類包羅萬有，由一眾亞洲小姐及亞洲先生及星光舞者跳出探戈及 Hip Hop 熱舞，蔡梓銘及汪明欣合唱《花與琴的流星》、彭遠揚及鄧氏樂隊表演多重樂器秀，一眾學校及表演團體亦會一展歌喉及跳舞。所有嘉賓更會到台上頌唱《喜氣洋洋》，跨年度新歲。

### 節目主持
朱慧珊、劉錫賢、金鈴、蔡國威、張家瑩、秦啟維、劉子蔥、伍偉樂

### 表演嘉賓
表演嘉賓：蔡梓銘、彭遠揚、黃文韜、甄思羽、馮家俊、張軼珺、陳洋鈴、孫田俐姿、劉佩欣、李玲玉、韓非兒、吳夢婷、鍾劍輝、王暢、林　睿、徐丁、徐志航、林志勇、劉兆豐、丁瀚良、馬星、林巧燕、張樂兒、何希雯、劉晴欣、歐陽青、蘇如紅、Silver
學校：
表演團體：

### 臨時變動
《人氣春晚》為減輕製作成本，大部份物資均翻用原有及現成物料，大部分舞台更直接鋪在地板上。節目起初暫名為《ATV 2015 人氣春晚 擁抱和平》，希望可化解社會上的戾氣，但由於亞視出現財困，希望新一年公司的明天會更好，所以《人氣春晚》更名為《ATV 2015 人氣春晚 明天會更好》。